# 目黒区立東山中学校
目黒区立東山中学校（めぐろくりつ ひがしやまちゅうがっこう）は、東京都目黒区東山にある区立中学校。

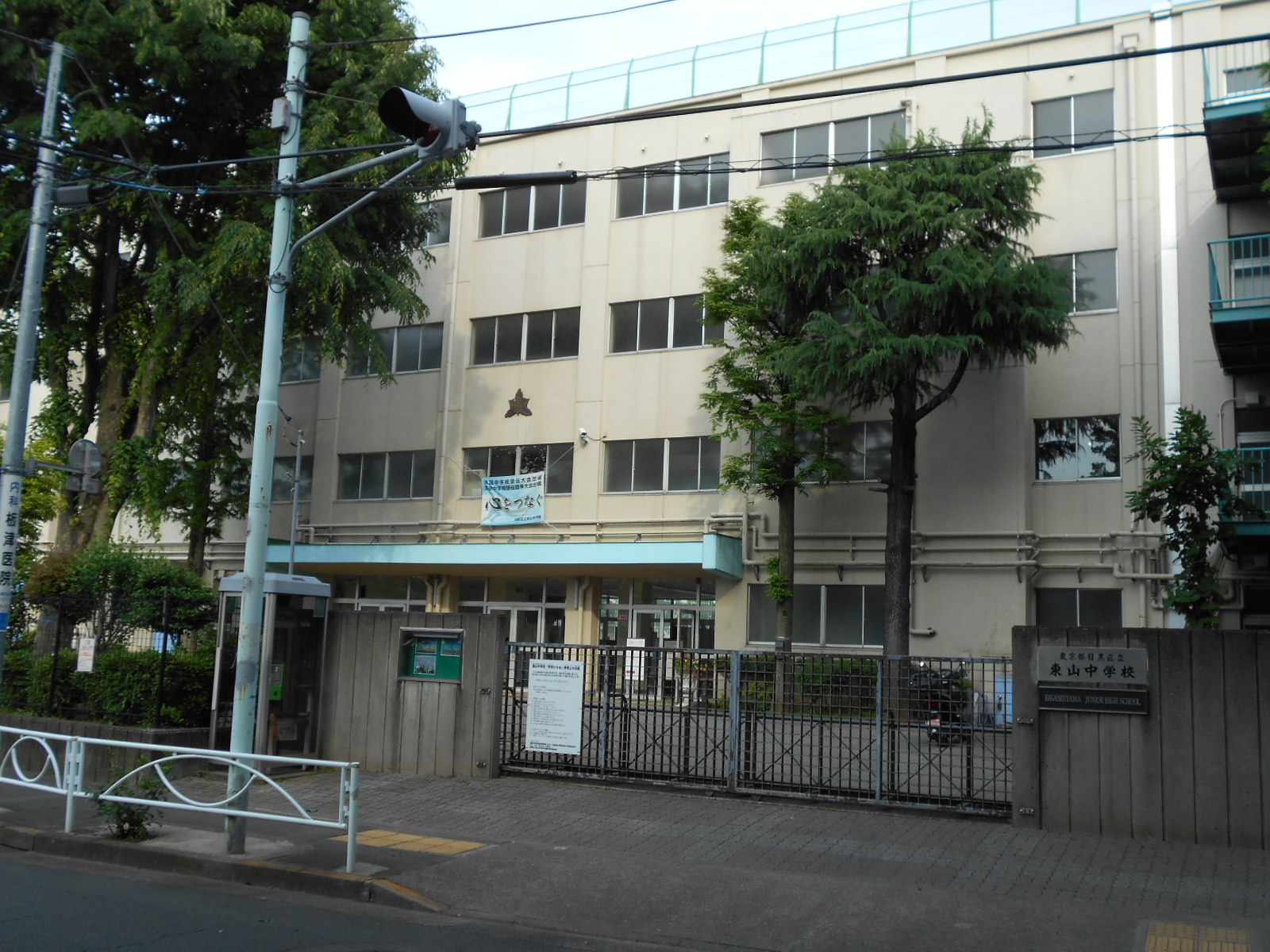

## 概要
学区内に防衛省の施設（自衛隊中央病院・技術研究本部）があることもあり、各省の国家公務員官舎が多数位置している。また、帰国生徒に関する教育研究の指定校になっている。
かつては目黒区立第一中学校の分校だった。
目黒区の中学校はそれまで一から十一の番号で校名がつけられていたが、初めて区域名で校名がつけられた（現在は目黒中央中学校、大鳥中学校がある）。学区は目黒区東山全域と上目黒・青葉台・大橋の一部。

## 所在地
東京都目黒区東山1-24-31
- 東急田園都市線池尻大橋駅より徒歩6分
- 東急東横線中目黒駅より徒歩10分
- 東急バス（渋41）菅刈小学校前バス停より徒歩?分

## 学校行事
文化祭においてクラス劇を実施している。
また、その他の行事として運動会・百人一首大会・校内駅伝大会等を実施している。
漁業体験として、本校は目黒区と交流がある宮城県気仙沼市への漁業体験を毎年一年生が三泊四日で行っている。

## 著名な出身者
- 山口厚（最高裁判所判事）
- 中原誠（将棋棋士）
- 波多江孝文（アナウンサー）
- 奥野国英（アナウンサー）
- 泉谷しげる（歌手、俳優）
- 荒木とよひさ（作詞家）
- 松尾伴内（タレント、レポーター）
- 松江美季（マセソン美季）（長野パラリンピック金メダリスト）